# Gouvernement Abrahamian
Arménie
T. Sarkissian III Karapetian I
Le gouvernement Abrahamian est le gouvernement de l'Arménie du 13 avril 2014 au 17 septembre 2016.

## Majorité et historique
Il s'agit d'un gouvernement formé par Hovik Abrahamian, à la suite de la démission de Tigran Sarkissian. Il est soutenu par le Parti républicain d'Arménie, État de droit, puis la Fédération révolutionnaire arménienne rejoint la coalition gouvernementale en 2016.

## Composition

### Initiale
- Les nouveaux ministres sont indiqués en gras, ceux ayant changé d'attributions en italique.

| Poste | Titulaire | Titulaire                                                     | Parti |
| --- | --------- | ------------------------------------------------------------- | ----- |
| Premier ministre |           | Hovik Abrahamian                                              | HHK   |
| Vice-Premier ministre Ministre de l'Intégration internationale et économique et des Réformes (à partir du 28/11/2014) |           | Vache Gabrielian                                              | HHK   |
| Ministre de l'Administration territoriale et du Développement                                                         |           | Armen Gevorgian                                               | Sans  |
| Ministre de l'Agriculture                                                                                             |           | Sergo Karapetyan                                              | OEK   |
| Ministre des Affaires étrangères                                                                                      |           | Edouard Nalbandian                                            | HHK   |
| Ministre de la Culture                                                                                                |           | Hasmik Poghosian                                              | Sans  |
| Ministre de la Défense                                                                                                |           | Seyran Ohanian                                                | Sans  |
| Ministre du Développement urbain                                                                                      |           | Narek Sargsian                                                | Sans  |
| Ministre de la Diaspora                                                                                               |           | Hranouch Hakobian                                             | Sans  |
| Ministre de l'Économie                                                                                                |           | Karen Chechmaritian                                           | HHK   |
| Ministre de l'Éducation et des Sciences                                                                               |           | Armen Achotian                                                | HHK   |
| Ministre des Finances                                                                                                 |           | Gagik Khachatrian                                             | Sans  |
| Ministre des Infrastructures énergétiques et des Ressources naturelles                                                |           | Yervand Zakarian                                              | HHK   |
| Ministre de la Justice                                                                                                |           | Hovhannes Manoukian (jusqu'au 04/09/2015) Arpine Hovhannisyan | HHK   |
| Ministre de la Protection de la nature                                                                                |           | Aramayis Grigorian                                            | Sans  |
| Ministre de la Santé                                                                                                  |           | Armen Mouradian                                               | Sans  |
| Ministre des Situations d'urgence                                                                                     |           | Armen Yeritsian                                               | Sans  |
| Ministre des Sports et des Affaires de la jeunesse                                                                    |           | Gabriel Ghazarian                                             | Sans  |
| Ministre des Transports et des Communications                                                                         |           | Gagik Beglarian                                               | HHK   |
| Ministre du Travail et des Affaires sociales                                                                          |           | Artem Asatrian                                                | HHK   |

### Remaniement de février 2016
- Les nouveaux ministres sont indiqués en gras, ceux ayant changé d'attributions en italique.

| Poste                                                                                        | Titulaire | Titulaire           | Parti |
| -------------------------------------------------------------------------------------------- | --------- | ------------------- | ----- |
| Premier ministre                                                                             |           | Hovik Abrahamian    | HHK   |
| Vice-Premier ministre Ministre de l'Intégration internationale et économique et des Réformes |           | Vache Gabrielian    | HHK   |
| Ministre de l'Administration territoriale et du Développement                                |           | Davit Lokian        | FRA   |
| Ministre de l'Agriculture                                                                    |           | Sergo Karapetyan    | OEK   |
| Ministre des Affaires étrangères                                                             |           | Edouard Nalbandian  | HHK   |
| Ministre de la Culture                                                                       |           | Hasmik Poghosian    | Sans  |
| Ministre de la Défense                                                                       |           | Seyran Ohanian      | Sans  |
| Ministre du Développement urbain                                                             |           | Narek Sargsian      | Sans  |
| Ministre de la Diaspora                                                                      |           | Hranouch Hakobian   | Sans  |
| Ministre de l'Économie                                                                       |           | Artsvik Minasian    | FRA   |
| Ministre de l'Éducation et des Sciences                                                      |           | Levon Mkrtchian     | FRA   |
| Ministre des Finances                                                                        |           | Gagik Khachatrian   | Sans  |
| Ministre des Infrastructures énergétiques et des Ressources naturelles                       |           | Levon Yolian        | Sans  |
| Ministre de la Justice                                                                       |           | Arpine Hovhannisyan | HHK   |
| Ministre de la Protection de la nature                                                       |           | Aramayis Grigorian  | Sans  |
| Ministre de la Santé                                                                         |           | Armen Muradian      | Sans  |
| Ministre des Situations d'urgence                                                            |           | Armen Yeritsian     | HHK   |
| Ministre des Sports et des Affaires de la jeunesse                                           |           | Gabriel Ghazarian   | Sans  |
| Ministre des Transports et des Communications                                                |           | Gagik Beglarian     | HHK   |
| Ministre du Travail et des Affaires sociales                                                 |           | Artem Asatrian      | HHK   |